# Matrimony’s Speed Limit
Matrimony’s Speed Limit – amerykański krótkometrażowy film niemy z 1913 roku w reżyserii Alice Guy.

## Wyróżnienia
| Rok wpisania | National Film Registry |
| ------------ | --- |
| 2003         | Lista filmów budujących dziedzictwo kulturalne USA utworzona przez National Film Preservation Board i przechowywana w Bibliotece Kongresu Stanów Zjednoczonych |